# Joos Valgaeren
Joos Valgaeren (nació el 3 de marzo de 1976, Bélgica) es un jugador de fútbol profesional que juega para Brujas desde 2005, antes jugó en Celtic. Por su selección ha jugado 19 veces y estuvo en la EURO 2000.

## Clubes
| Club                   | País         | Años        |
| ---------------------- | ------------ | ----------- |
| KFC Verbroedering Geel | Bélgica      | 1993 - 1994 |
| KV Mechelen            | Bélgica      | 1994 - 1997 |
| Roda JC                | Países Bajos | 1997 - 2000 |
| Celtic FC              | Escocia      | 2000 - 2005 |
| Club Brujas            | Bélgica      | 2005 - 2008 |
| FC Emmen               | Países Bajos | 2008 - 2009 |

- Datos: Q1371125